# Soul Train
Soul Train est une émission américaine de variétés créée par l'animateur et producteur Don Cornelius en 1970.
Elle est diffusée à l'origine dès 1970 sur WCIU-TV, une chaîne de télévision locale de Chicago, puis à l'échelle nationale en syndication à partir de 1971. L'émission présente principalement des artistes afro-américains de soul et rhythm and blues, qui se produisent sur le plateau entourés de danseurs. Ceux-ci contribuent à l'identité et à la popularité de l'émission.
Soul Train est le premier programme américain de variétés visant principalement le public noir. Il est présenté par Don Cornelius jusqu'en 1993. Après son départ de l'antenne, il se consacre uniquement à la production et est remplacé par différents animateurs. En 2005, Soul Train devient l'émission la plus ancienne diffusée en syndication aux États-Unis. Elle reste à l'antenne jusqu'en 2006. Après l'arrêt de la production, elle est remplacée pendant deux ans par The Best of Soul Train, programme constitué de rediffusions des meilleurs moments de l'émission.

## Histoire

### Débuts à Chicago
À partir de 1965, la chaîne de télévision WCIU-TV (en), qui émet dans la région de Chicago propose des programmes s'adressant aux minorités noires, tels que Kiddie-a-Go-Go et Red Hot and Blues. En 1967, la chaîne engage Don Cornelius pour présenter l'actualité sportive dans l'émission A Black's View of the News. Celui-ci a commencé sa carrière dans l'audiovisuel en tant que disc jockey sur les ondes de la station de radio locale WVON et couvre bientôt les concerts.
Cornelius soumet à la chaîne une idée d'émission de variétés s'inspirant des concerts qu'il retransmet à la radio (record hops),. L'animateur surnomme ces tournées, qui font étape dans les lycées de la ville, « the Soul Train » (en français : la caravane de la soul),. Il est également influencé par American Bandstand, un show de concours de danse présenté par Dick Clark, originellement dédié au rock, mais qui s'ouvre à partir de 1967-1968 à la soul, et par l'émission de danse Red, Hot and Blues diffusée en soirée sur WCIU,. Il finance la production d'un épisode pilote et obtient le soutien du responsable de la promotion des cinq magasins Sears, Roebuck and Co. du centre-ville de Chicago, qui accepte de parrainer son émission.
Baptisée Soul Train, celle-ci débute sur WCIU en août 1970. Le chanteur soul Jerry Butler apparaît dans le premier épisode, avec des danseurs recrutés parmi les lycéens de la ville. Le show rencontre un succès immédiat dans la communauté noire de Chicago,. Il accueille des artistes sous contrat avec des labels discographiques de la région, comme Brunswick Records et Curtom Records (en).

### Syndication

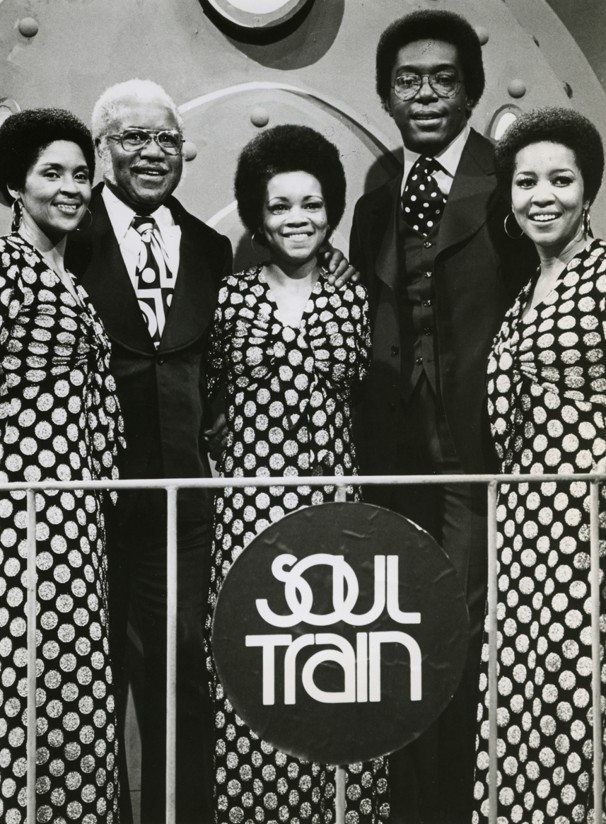
Don Cornelius (2e à partir de la droite) avec les Staple Singers en 1974.

Dès octobre 1971, Soul Train est produite à Los Angeles et diffusée chaque samedi matin par des chaînes basées dans sept régions (markets) qui achètent le programme en syndication,,. Don Cornelius dispose de sa propre société de production et du soutien financier de Johnson & Johnson, via une gamme de produits cosmétiques (Afro Sheen et Ultra Sheen) ciblant les Afro-Américains, et qui parraine l'émission. Les tournages ont lieu une fois par mois, durant le week-end, aux studios Metromedia Square (en) situés dans le quartier d'Hollywood. Quatre épisodes sont enregistrés chaque semaine. Jusqu'en 1976, la chaîne de Chicago WCIU continue de diffuser la version locale de l'émission, présentée par un collaborateur de Cornelius, le chorégraphe Clinton Ghent.
Au fil des années, Soul Train est syndiqué dans un nombre grandissant de régions,. Au milieu des années 1970, le show finit par acquérir une couverture nationale. Il devient emblématique de l'Amérique « branchée » et fait de son présentateur Don Cornelius une figure culturelle reconnue au sein de la communauté noire américaine. Les maisons de disques apprécient l'émission, qui permet d'exposer des artistes afro-américains à un large public.
En raison de la concurrence exercée par Soul Train, l'émission de variétés American Bandstand de Dick Clark perd des téléspectateurs. En 1973, l'animateur lance sur le réseau ABC un show intitulé Soul Unlimited visant le public afro-américain. Il provoque la colère de Don Cornelius, qui y voit une tentative pour s'approprier une part du succès rencontré par son émission. Le révérend Jesse Jackson se plaint auprès de ABC et déclenche une polémique avec Clark. Néanmoins, Soul Unlimited ne rencontre pas le succès escompté et disparaît rapidement de l'antenne. En 1974, Kenny Gamble et Leon Huff composent un nouveau thème musical pour l'émission, intitulé TSOP (The Sound of Philadelphia). Il est enregistré par MFSB avec la participation du groupe vocal féminin The Three Degrees. Le titre sort en single et se classe premier du Billboard Hot 100.
La popularité de Soul Train atteint son apogée durant la seconde moitié des années 1970, marquées par l'apparition du disco. Le programme survit à l'ère du vidéo-clip, déclenchée notamment par le lancement de la chaîne MTV en 1980, alors que la diffusion de son rival American Bandstand est interrompue en 1989. Don Cornelius l'explique en partie par le fait qu'à ses débuts, selon lui, MTV s'intéresse en priorité au public blanc, Soul Train restant ainsi le seul débouché pour les artistes afro-américains.
Le présentateur doute de la pérennité du rap lors de son émergence, mais le genre devient si important que son émission ne peut l'ignorer. Sur ce créneau, Soul Train subit la concurrence de Yo! MTV Raps, lancée par MTV en 1988. Se sentant moins en phase avec le public, Cornelius abandonne finalement la présentation de Soul Train en mai 1993 pour se consacrer entièrement à la production,. Durant les trois saisons suivantes, il invite chaque semaine une jeune célébrité de la communauté noire, comme Tyra Banks et Jamie Foxx, à tenir son rôle. À la fin des années 1990, l'émission est présentée par Mystro Clark, puis par Shemar Moore. En 2003, celui-ci est remplacé par Dorian Gregory qui anime Soul Train jusqu'à l'arrêt de la production en 2006.
En 2005, après 34 ans de diffusion, Soul Train devient l'émission en syndication diffusée sur la plus longue période,.

### Arrêt de l'émission
Don Cornelius interrompt la production en 2006, mais d'anciens épisodes sont rediffusés durant deux saisons dans un programme baptisé The Best of Soul Train. En 2008, il vend les droits de l'émission à la société de production MadVision Entertainment.
Un coffret DVD est mis en vente pour la première fois en 2010. Les trois disques comportent des séquences datant des années 1970, tirées des 1 100 heures d'archives de l'émission. La même année, une réunion-débat est organisée au Grammy Museum de Los Angeles afin de célébrer le 40e anniversaire de Soul Train. Don Cornelius y prend part, ainsi que le chanteur Smokey Robinson.

## Principe de l'émission

### Artistes invités
Soul Train accueille des chanteurs populaires qui se produisent sur le plateau, entourés par des danseurs. Les invités sont en majorité des artistes afro-américains de soul et rhythm and blues. L'émission accueille les plus grands, comme Marvin Gaye, Ike and Tina Turner, The Temptations, Aretha Franklin, The Jackson Five, The Supremes, Stevie Wonder, The Isley Brothers, etc.. La plupart des séquences musicales sont exécutées en playback, mais certains artistes choisissent de jouer en direct. C'est notamment le cas de James Brown et son groupe de scène, ou encore de Barry White, qui apparaît dans l'émission avec son orchestre composé d'une quarantaine de musiciens. Quelques artistes blancs sont également invités, comme David Bowie, Elton John et le groupe Duran Duran.
Soul Train accueille des artistes du mouvement hip-hop, Kurtis Blow et Sugarhill Gang entre autres, dès 1980. L'émission permet aussi à Eric B. and Rakim, Slick Rick ou encore Run–D.M.C. de faire leur première apparition dans une émission de variétés nationale. À partir des années 1990, le rap devient un élément central de la programmation. Soul Train reçoit entre autres Ice Cube, Lil' Kim, Snoop Dogg, ainsi que des artistes comme Mary J. Blige ou encore Blackstreet,, et le nouveau thème musical de l'émission est signé par Naughty by Nature.

### Les danseurs

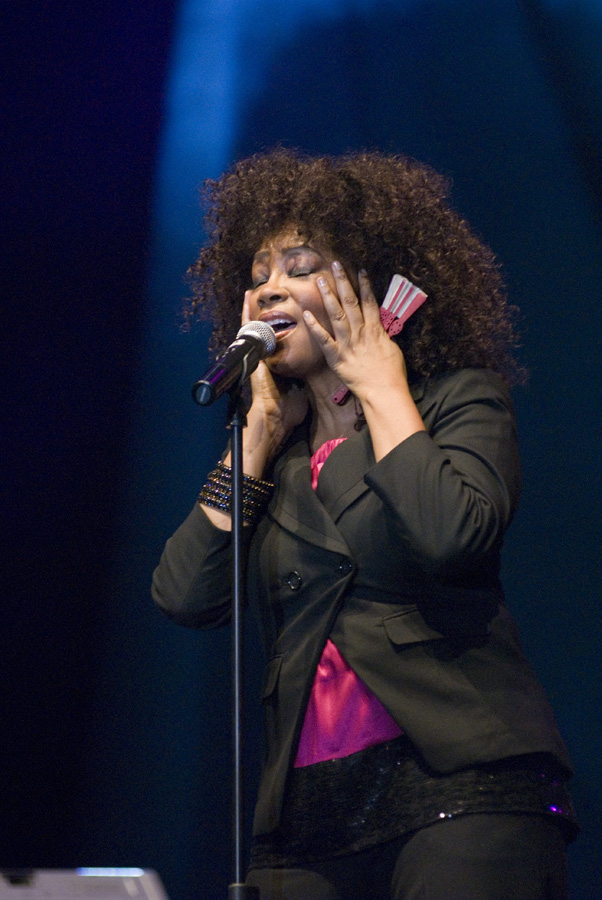
Jody Watley photographiée en 2008.

Les danseurs tiennent une grande place dans l'émission et contribuent à sa popularité. En 1971, la société de production les recrute en organisant des auditions. La troupe ainsi formée est surnommée « the Soul Train gang ». Par la suite, la seule manière de l'intégrer est d'être recommandé par un membre. Ils adoptent des tenues extravagantes et arborent les styles capillaires de l'époque, comme les coiffures afro. De nouveaux mouvements de danse comme le robot sont popularisés par l'émission à travers les styles locking et popping. Les mouvements réalisés par le « gang » inspirent les téléspectateurs et sont souvent repris dans les nightclubs,.
C'est d'ailleurs Don Campbell, un des danseurs populaires de Soul Train, qui inventa la première des street dances, le locking (littéralement « verrouillage ») en essayant de reproduire un pas lors d'une social party de l'époque, le « funky chicken »[pas clair]. Ayant du mal à saisir ce mouvement, son corps s'arrête en levant les coudes et les personnes autour de lui trouvent ça génial. Sa manière de s'arrêter, de verrouiller (lock) se développa avec les wrist rolls (roulements de poignets), les points[pas clair] (il s'amusait à pointer les personnes afin de les faire participer ou celles qui rigolait et se moquait de ses mouvements), le giving or asking for five (si les personnes n'applaudissait pas, il s'applaudissait lui-même en se tapant lui-même dans les mains). Son excentricité et originalité lui permit de se faire remarquer et de s'entourer d'autres danseurs tout aussi talentueux tels que Leo Flukey Luke Williamson, Greg Campbellock Jr., Jimmy Foster (Scoo B Doo), Damita Jo, OG Skeeter Rabbit James Higgins, Shabba Doo, Fred Rerun Berry, Toni Basil et bien d'autres pour former le groupe de danse The Lockers.
Comme cela se fait couramment à la télévision, les danseurs sont considérés comme faisant partie du public et, à ce titre, ne sont pas rémunérés pour leur participation, recevant seulement du poulet grillé et des sodas durant les tournages. Plusieurs membres du « gang » ont mené à bien une carrière de danseurs ou chorégraphes professionnels, ils sont employés par la télévision et le cinéma,. La troupe compte également dans ses rangs Jody Watley et Jeffrey Daniel. Dick Griffey, qui travaille comme agent pour l'émission, les recrute afin de fonder le groupe disco-funk Shalamar. Durant les années 1980, la troupe est rebaptisée « the Soul Train dancers » et ses membres apparaissent fréquemment dans des vidéo clips. La danseuse Rosie Perez devient célèbre en interprétant le rôle de Nina dans le film Do the Right Thing de Spike Lee. Carmen Electra et Nick Cannon ont également fait partie des danseurs de l'émission durant les années 1990 avant de faire carrière dans l'audiovisuel.
Soul Train comprend une séquence restée célèbre durant laquelle un succès est joué en fond sonore, alors que les danseurs, répartis sur deux rangs parallèles se faisant face, forment « the Soul Train line ». Ils progressent en couple entre les deux rangées, et se dirigent vers la caméra en enchaînant les pas de danse sous les encouragements de leurs camarades.

## Philosophie

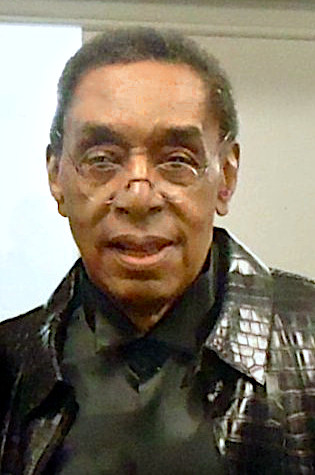
Don Cornelius lors du de Soul Train.

Don Cornelius est l'un des premiers représentants de la communauté afro-américaine à produire sa propre émission de télévision. L'entreprise est entièrement contrôlée et opérée par des noirs et répond à l'objectif d'autosuffisance prôné par le mouvement nationaliste noir-américain.
Les afro-américains étant peu présents à l'antenne durant les années 1960, Cornelius cherche à mettre en avant leur créativité dans un programme grand public et à sensibiliser les téléspectateurs en invitant dans son émission des personnalités comme le révérend Jesse Jackson, le cinéaste Melvin Van Peebles, l'actrice Cicely Tyson ou encore l'humoriste Richard Pryor. Le producteur se fixe comme objectif de mettre en image un équivalent des émissions musicales diffusées par les radios de l'époque s'adressant au public noir, et souhaite populariser des artistes n'étant pas invités par les autres émissions de télévision.

## Dérivés
Durant les années 1970, Don Cornelius vend le droit d'utilisation de la marque Soul Train au label Adam VIII, qui édite des compilations. Avec l'aide de Dick Griffey, ancien promoteur de concerts qui travaille alors au sein de l'équipe de production de l'émission, Cornelius fonde son propre label, baptisé Soul Train Records, en 1975. Le producteur, qui souhaite se concentrer sur son émission, abandonne le projet et le label est entièrement pris en charge par Griffey à partir de 1977. Rebaptisé Solar Records, il édite notamment les disques de Shalamar et The Whispers.
Don Cornelius ouvre un nightclub, baptisé The Soul Train Club, situé dans le quartier de North Beach à San Francisco. Il lance également The Soul Train Dance Studio ; situé à Los Angeles, il permet aux danseurs de l'émission, comme Jody Watley, de donner des cours et est fréquenté par divers artistes, notamment Donna Summer et Cicely Tyson.
La cérémonie annuelle des Soul Train Music Awards est créée en 1987,, suivie en 1995 par les Soul Train Lady of Soul Awards. Don Cornelius cherche à apporter plus de reconnaissance aux artistes noirs, les genres rap, gospel et RnB n'étant selon lui pas assez mis en avant par les autres jurys,. Depuis les années 2000, les Soul Train Music Awards sont concurrencés par les BET Awards, cérémonie créée par la chaîne Black Entertainment Television (BET), qui appartient au groupe Viacom.

## Dans la culture
Dans le film Beetlejuice Beetlejuice de Tim Burton, sorti en 2024, un train des âmes (Soul Train) fait référence à cette émission, avec des danseurs sur le quai et dans les wagons, et l'utilisation du thème musical de l'émission.

### Ouvrages
1. 1 2 3 4 5 6  Jake Austen, p. 98
2. 1 2  Christine Acham, p. 59
3. 1 2 3 4  Christine Acham, p. 60
4. ↑  Jake Austen, p. 99
5. ↑  Christine Acham, p. 62-63
6. 1 2  Jake Austen, p. 100
7. 1 2  Christine Acham, p. 61
8. 1 2 3 4  Christine Acham, p. 63
9. 1 2 3 4 5  Jake Austen, p. 101
10. 1 2 3  Jake Austen, p. 103
11. 1 2 3  Christine Acham, p. 64
12. 1 2 3  Christine Acham, p. 65
13. ↑  Jake Austen, p. 105
14. 1 2  Jake Austen, p. 102
15. 1 2  Jake Austen, p. 106
16. 1 2  Christine Acham, p. 62
17. 1 2 3 4  Jake Austen, p. 104

### Autres sources
1. 1 2 3 4 5  (en) Aida Chapman, « Soul Train », Billboard, vol. 86, no 39,‎ 28 septembre 1974, p. 43-60 (ISSN 0006-2510, lire en ligne)
2. 1 2 3 4  (en) Peter Margasak, « Soul Train Local », Chicago Reader, 2 octobre 2008
3. 1 2  Éric Dahan, « «Soul Train», révolution télévisée », Libération, 12 juillet 2013
4. ↑  (en) Gary Graff, « Kenny Gamble Remembers Don Cornelius, Origins of 'Soul Train' Theme », Billboard, 1er février 2012
5. 1 2  Soul Train: The Hippest Trip in America
6. 1 2 3  (en) « 'Soul Train' still chugging down the track », Michigan Chronicle (en), 17 juin 1997
7. 1 2 3 4  (en) Gail Mitchell, « Grammys Fete 'Train' Conductor Cornelius », Billboard, vol. 17, no 8,‎ 19 février 2005, p. 28, 30 (ISSN 0006-2510, lire en ligne)
8. 1 2 3  (en) Sarah Rodman, « Recalling ‘Soul Train,’ a cultural icon of cool », The Boston Globe, 6 février 2010
9. ↑  (en) Brian Stelter, « After 38 Years, ‘Soul Train’ Gets New Owner », The New York Times, 17 juin 2008
10. 1 2  (en) Steve Chagollan, « 'Soul Train' rode the express for black culture »(Archive.org • Wikiwix • Archive.is • Google • Que faire ?), Variety, 3 septembre 2010
11. 1 2 3  (en) « The 'Outrageous' Waack Dancers », Ebony, vol. 33, no 10,‎ août 1978, p. 64-66, 68 (ISSN 0012-9011, lire en ligne)
12. ↑  (en-US) « LOCKERLEGENDS "The Streetdance called Locking », sur LOCKERLEGENDS "The Streetdance called Locking (consulté le 10 avril 2018)
13. ↑  (en) J.R. Reynolds, « Solar Plans Hot Reissues », Billboard, vol. 109, no 9,‎ 1er mars 1997, p. 9, 74 (ISSN 0006-2510, lire en ligne)
14. ↑  (en) Valerie J. Nelson, « Richard Griffey dies at 71; founder of R&B record label Solar », Los Angeles Times, 29 septembre 2010

### Vidéographie
- [vidéo][Production de télévision] « Show Me Your Soul : Les années Soul Train », 2013, ITV Studios France et Arte GEIE
- Épisode Soul Train: The Hippest Trip in America, 126e épisode de la série VH1 Rock Docs, d'une durée de 64. Diffusé pour la première fois le 2010 sur le réseau BET. Visionner l'épisode en ligne